# Leave the Night On
«Leave the Night On» — песня американского кантри-певца и автора-исполнителя Сэма Ханта, вышедшая 16 июня 2014 года в качестве первого сингла с его дебютного студийного альбома Montevallo (2014). Песня достигла позиции № 1 в американском хит-параде Billboard Country Songs. Авторами песни выступили Сэм Хант, Шейн Маканалли и Джош Осборн

## История
«Leave the Night On» достиг позиции № 30 в хит-параде Billboard Hot 100 и позиции № 1 в американском хит-параде кантри-музыки Billboard Hot Country Songs (1-й чарттоппер певца в этом основном хит-параде жанра кантри-музыки, после чего последовали «Take Your Time», «House Party», «Body Like a Back Road»).

## Отзывы
Композиция, в целом, была одобрительно встречена музыкальными экспертами и обозревателями: Allmusic, Roughstock, Taste of Country, Country Universe.

## Коммерческий успех
«Leave the Night On» дебютировал на 26-м месте в хит-параде кантри-музыки журнала Billboard Hot Country Songs с тиражом 22,000 копий. В чарте Billboard Hot 100 песня дебютировала на следующей неделе на 98-м месте. Позднее она достигла 30-го месте в Billboard Hot 100, а также первого места в Hot Country Songs и в Country Airplay, это произошло в неделю на 15 ноября 2014 года сразу после релиза дебютного альбома Ханта Montevallo. Альбом также дебютировал на первом месте в чарте Top Country Albums и на 3-м месте в хит-параде Billboard 200, что сделало Ханта вторым сольным кантри-музыкантом мужчиной в цифровую эру Nielsen SoundScan, которому удалось одновременно лидировать и в альбомном чарте Top Country Albums, и в сингловом чарте Hot Country Songs, спустя 22 года после первого подобного достижения Billy Ray Cyrus (когда одновременно лидировали его дебютные сингл «Achy Breaky Heart» и альбом Some Gave All. Сингл получил платиновую сертификацию RIAA 28 октября 2014 и достиг тиража в 1 млн копий в США к февралю 2015 года.

## Музыкальное видео
Музыкальное видео поставил режиссёр Brad Belanger, а премьера прошла в июле 2014 года. Видеоклип выиграл награду 2015 CMT Breakthrough Video of the Year.

## Чарты
| Чарт (2014—15)                      | Высшая позиция |
| ----------------------------------- | -------------- |
| Канада (Billboard Canadian Hot 100) | 54             |
| Канада (Billboard Country)          | 1              |
| США (Billboard Hot 100)             | 30             |
| США (Billboard Country Airplay)     | 1              |
| США (Billboard Hot Country Songs)   | 1              |

| Чарт (2014)                       | Позиция |
| --------------------------------- | ------- |
| США Billboard Hot 100             | 76      |
| США Country Airplay (Billboard)   | 10      |
| США Hot Country Songs (Billboard) | 9       |

## Сертификации
| Регион | Сертификация | Продажи   |
| --- | ------------ | --------- |
| Канада (Music Canada) | Золотой      | 40,000^   |
| США (RIAA) | Платиновый   | 1,002,000 |
| * Данные о продажах приведены только на основе сертификации. ^ Данные о тиражах приведены только на основе сертификации. |              |           |